# St. Pankratius (Mitterfischen)

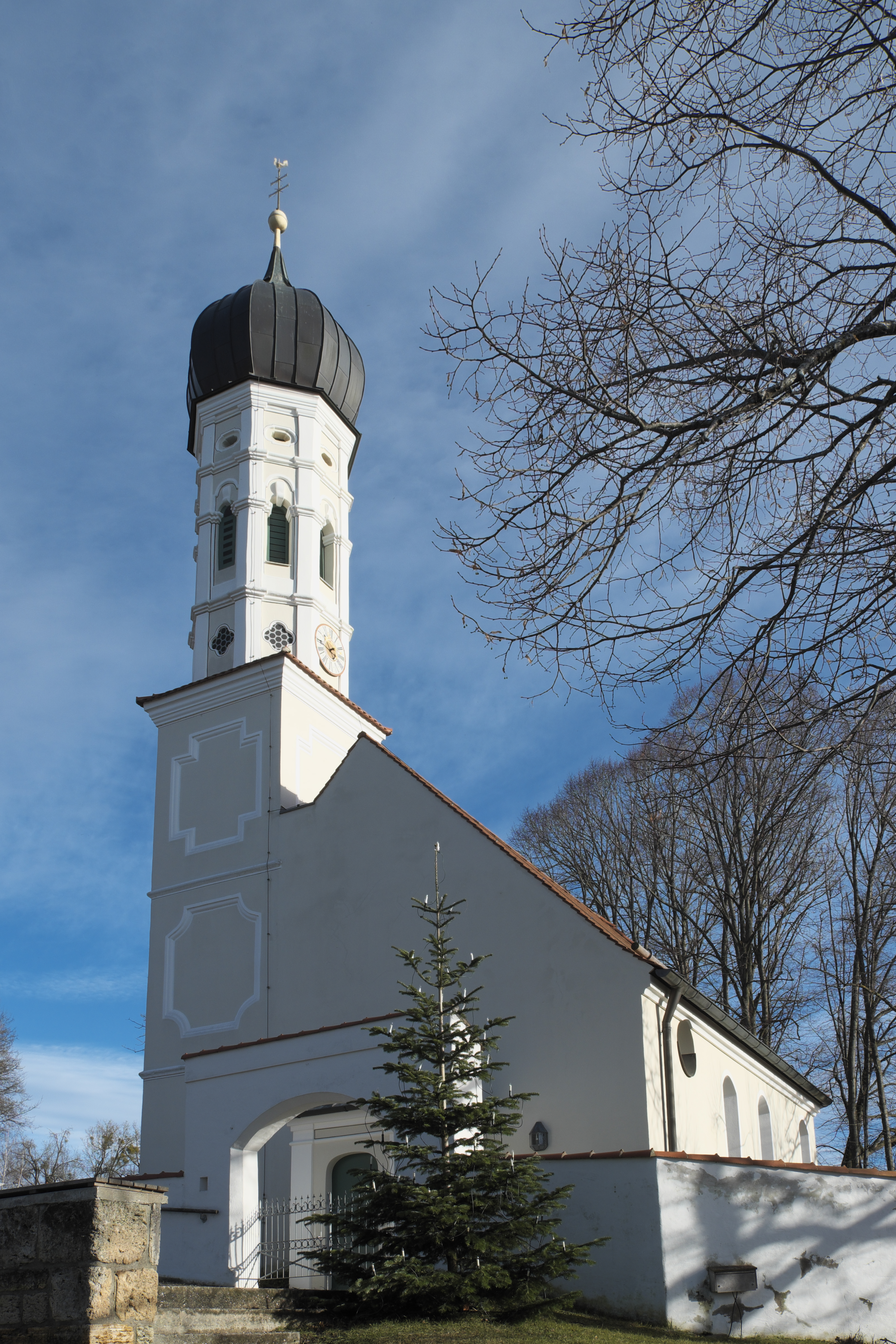
Filialkirche St. Pankratius

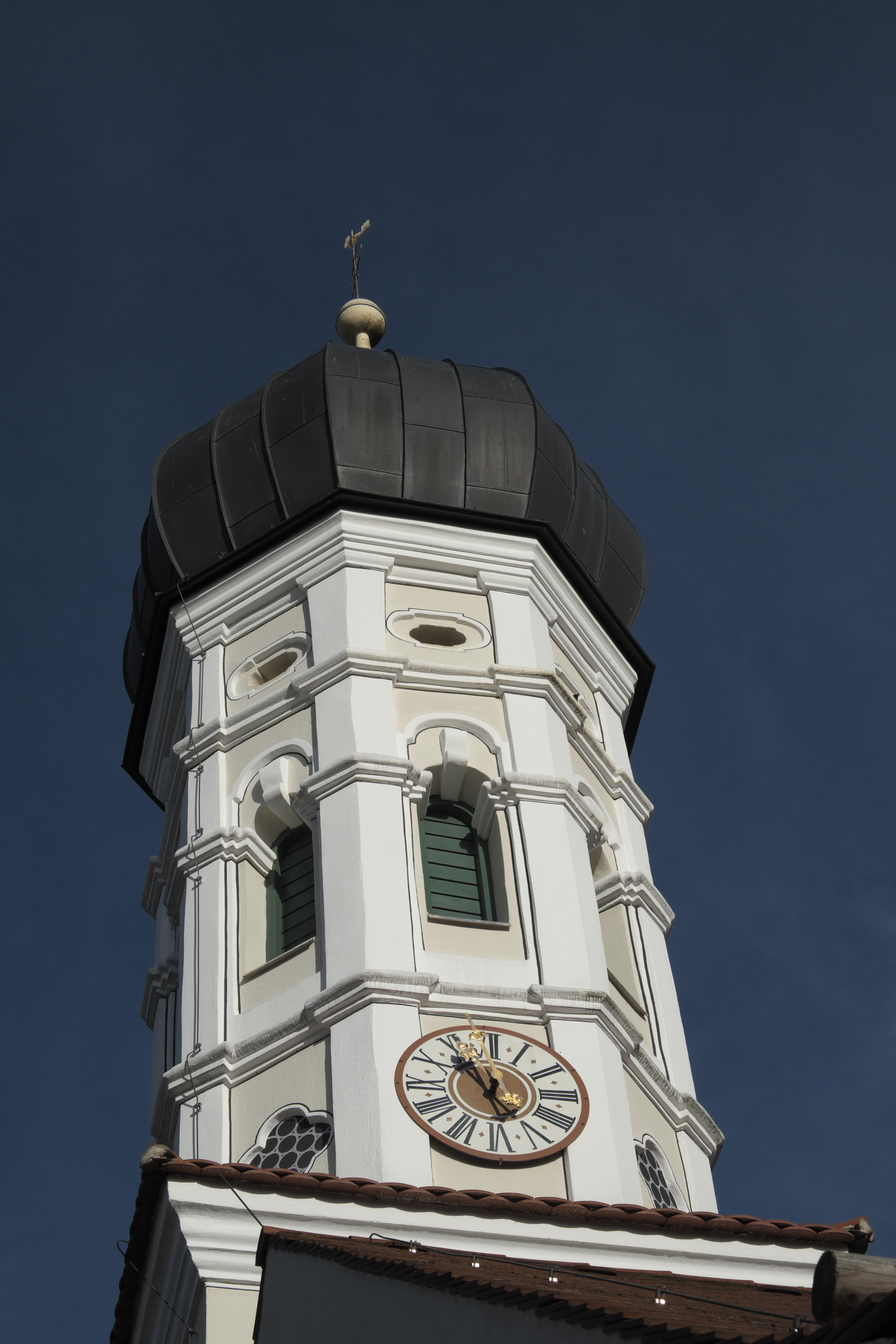
Glockenturm

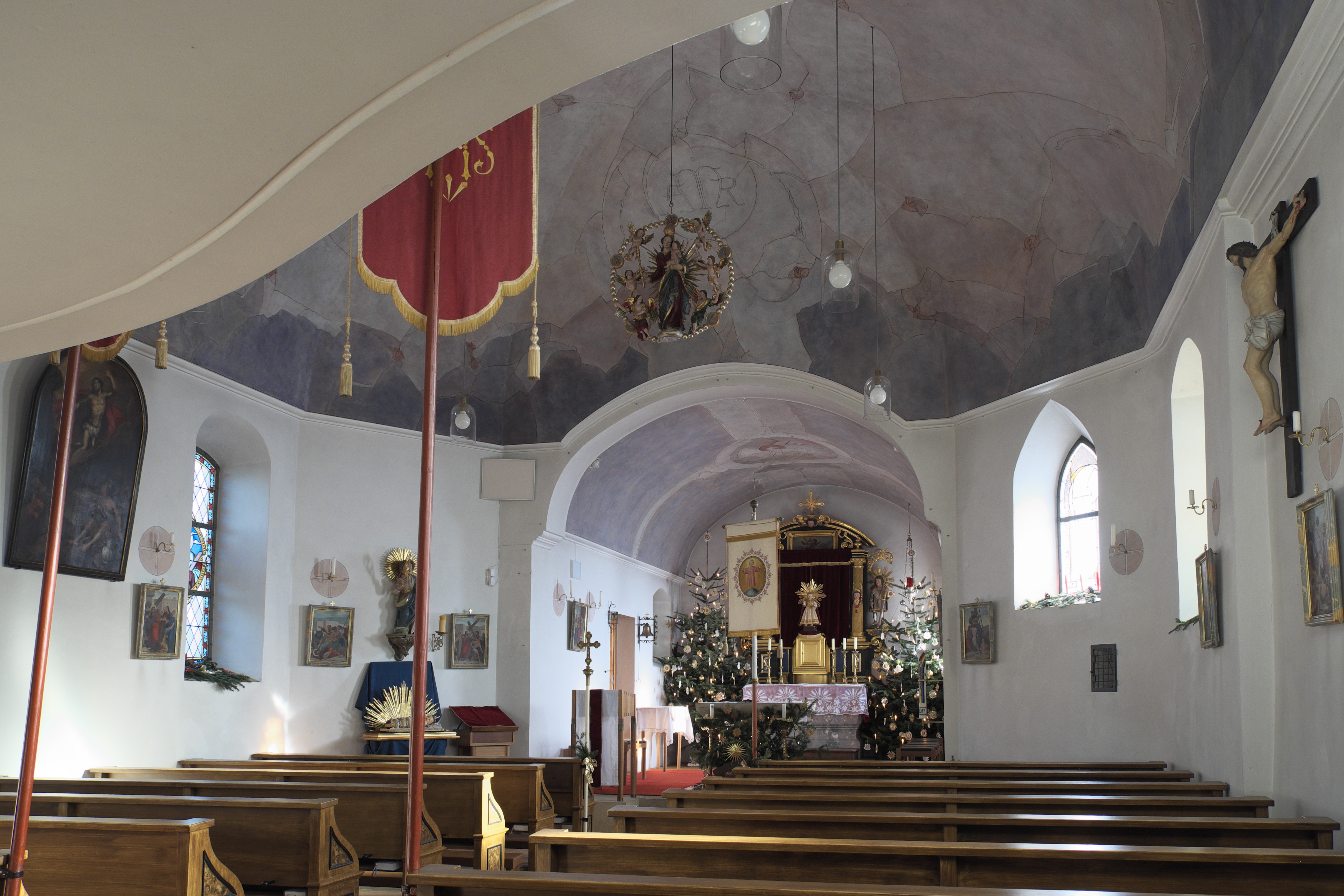
Innenraum

Die katholische Filialkirche St. Pankratius in Mitterfischen, einem Ortsteil der Gemeinde Pähl im oberbayerischen Landkreis Weilheim-Schongau, ist im Kern ein spätgotischer Kirchenbau, der um 1680/90 barockisiert und 1795 umgestaltet wurde. Die Kirche ist dem heiligen Pankratius geweiht, einem römischen Märtyrer, der auch als Eisheiliger verehrt wird. Die Kirche ist ein geschütztes Baudenkmal. Sie ist umgeben von der Friedhofsmauer, an deren Westseite sich ein korbbogiges Tor öffnet.

## Geschichte
In den Jahren 1992/93 wurde die Kirche erweitert. Die alte Kirche wurde teilweise abgebrochen, nur der Turm, das Vorzeichen sowie Süd- und Westmauer des Langhauses blieben erhalten. Aus der Zeit stammen auch die Deckenmalereien.

## Architektur
An die Westfassade ist ein Vorzeichen angebaut. An der Nordseite der Westfassade steht der Glockenturm, auf dessen quadratischem Unterbau ein achteckiger Aufbau mit Zwiebelhaube aufgesetzt ist. Der Unterbau ist mit vertieften Blendfeldern verziert, in deren Mitte an der Nordseite schmale, schießschartenartige Öffnungen eingeschnitten sind. Das Turmoktogon wird durch Ecklisenen, verkröpfte Gesimse und zahlreiche querovale, rundbogige und kleeblattförmige Fenster gegliedert. Im Osten ist an den Chor die Sakristei angebaut.
Das einschiffige Langhaus wird von einem Muldengewölbe gedeckt. Ein Korbbogen führt zum eingezogenen, rechteckig geschlossenen Chor, der von einem Tonnengewölbe überspannt wird. Den westlichen Abschluss des Langhauses bildet eine schlichte Empore.

## Bleiglasfenster
Die Bleiglasfenster wurden in den Jahren 1896/97 angefertigt. Die Fenster sind mit Inschriften versehen, aus denen die Jahreszahl ihrer Entstehung und die Namen der Stifter hervorgehen. Auf den Fenstern sind die Herzen Mariens und Jesu dargestellt sowie der heilige Josef, der heilige Konrad und der heilige Sebastian. Ein Fenster ist der Unterweisung Mariens gewidmet.

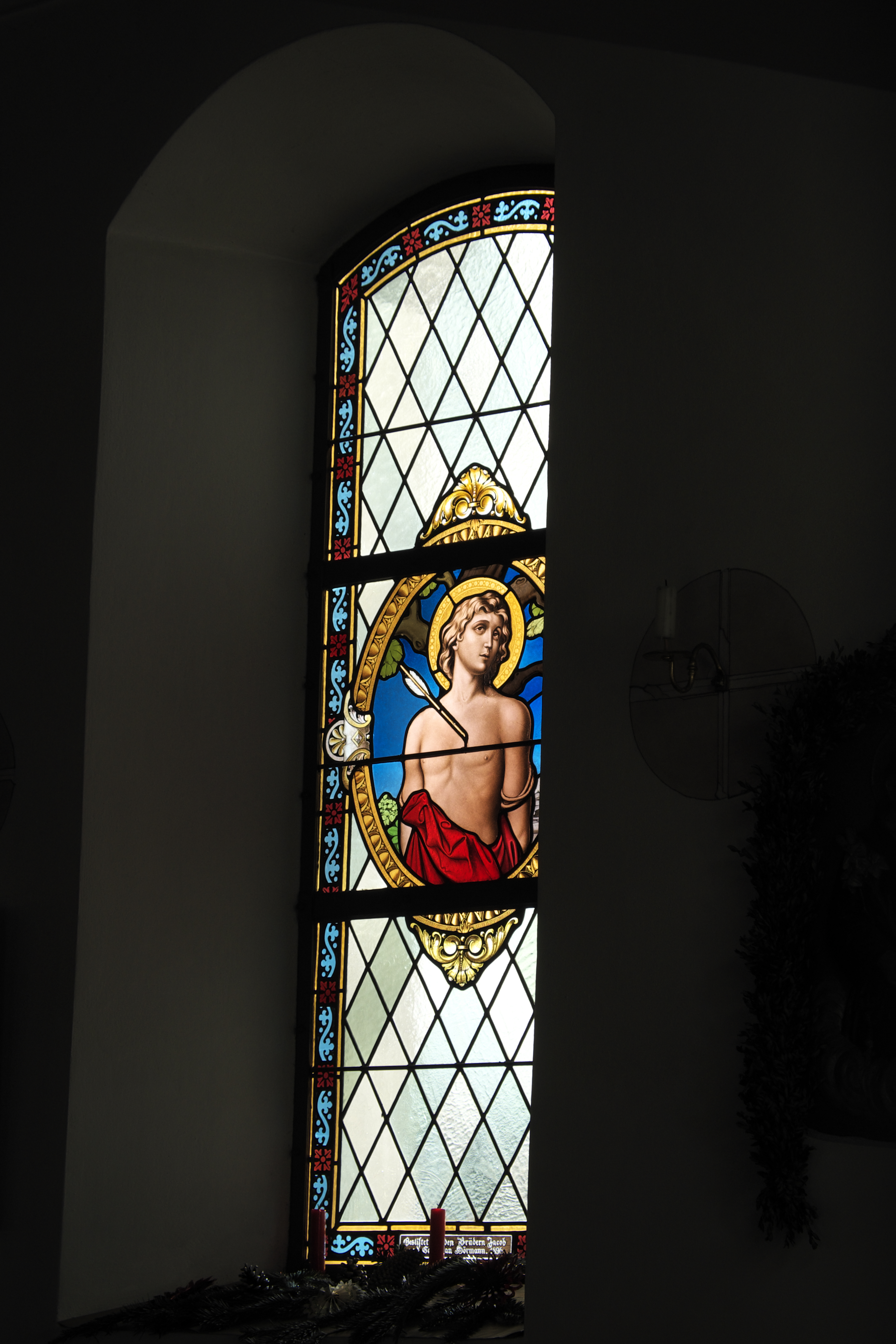
Heiliger Sebastian
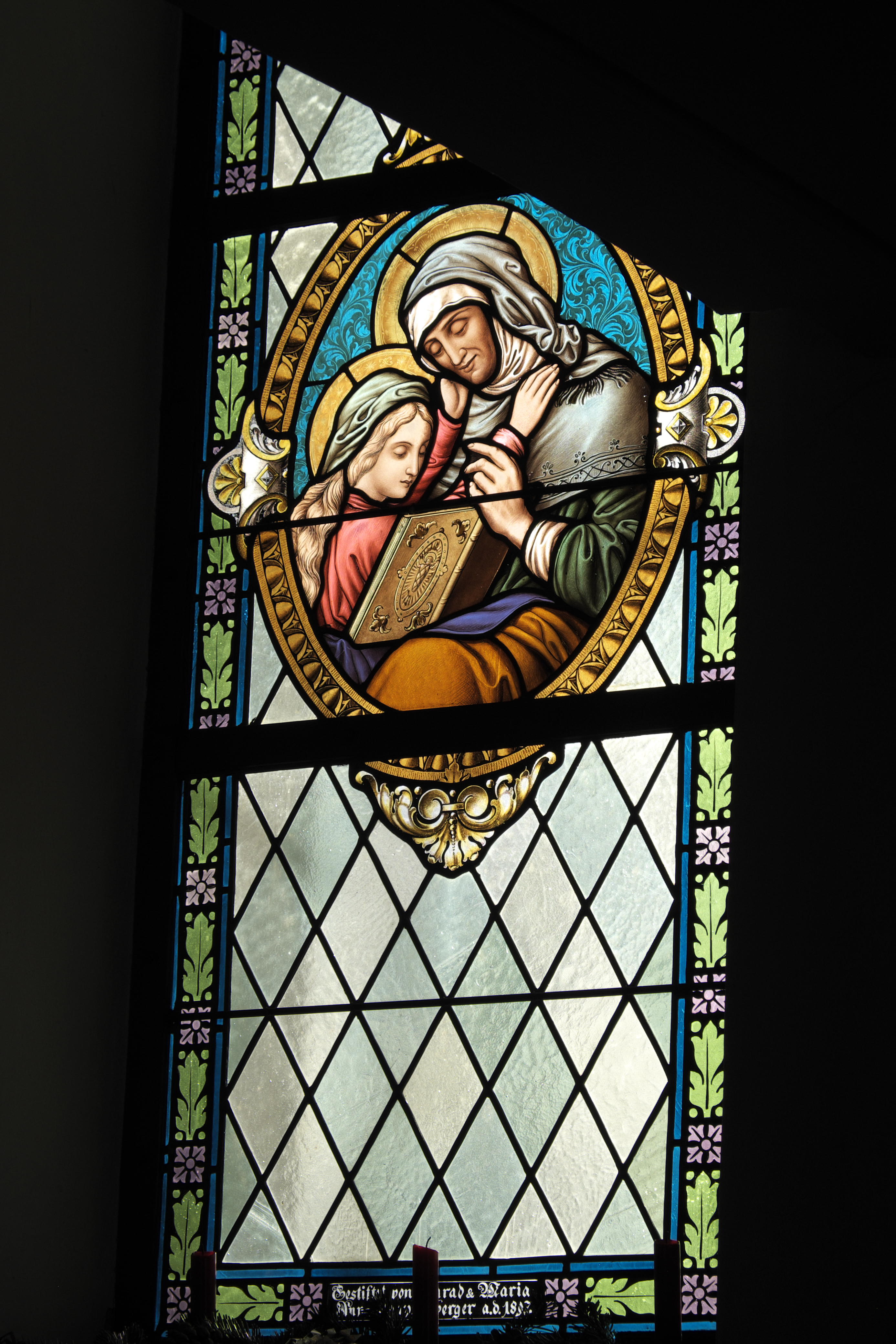
Unterweisung Mariens

## Ausstattung

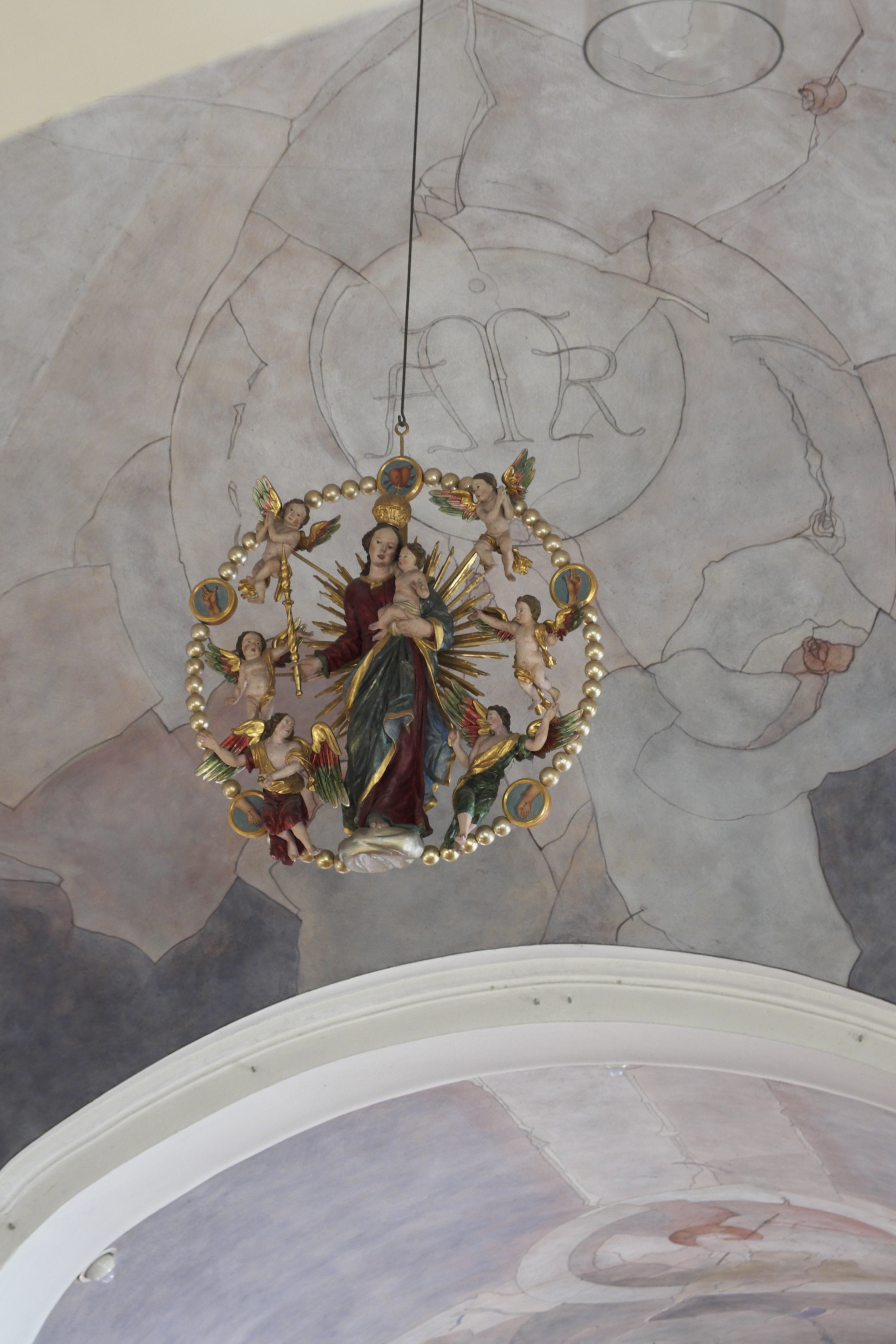
Rosenkranzmadonna

- Der Hochaltar stammt aus der Mitte des 17. Jahrhunderts. Das Altarbild mit der Darstellung der Enthauptung des heiligen Pankratius wird dem Umkreis von Elias Greuter dem Älteren zugeschrieben.
- An der nördlichen Langhauswand ist ein Tafelbild mit der Darstellung der Auferstehung Christi aus dem 18. Jahrhundert angebracht.
- Von der Decke des Langhauses hängt eine Rosenkranzmadonna aus dem 18. Jahrhundert.